# Zhud
Zhud ist eine Ortschaft und eine Parroquia rural („ländliches Kirchspiel“) im Kanton Cañar der ecuadorianischen Provinz Cañar. Die Parroquia besitzt eine Fläche von 86,42 km². Die Einwohnerzahl lag im Jahr 2010 bei 2368. 

## Lage
Die Parroquia Zhud liegt in den Anden. Der Río Cañar fließt entlang der südlichen Verwaltungsgrenze nach Westen und entwässert dabei das Areal. Im Südwesten wird die Parroquia von dessen Nebenfluss Río Capuli begrenzt. Im Nordosten erreicht die Parroquia im Cerro Estero eine maximale Höhe von etwa 4240 m. Der etwa 2810 m hoch gelegene Hauptort Zhud befindet sich 13,5 km nordnordwestlich des Kantonshauptortes Cañar. Bei Zhud zweigt die Fernstraße E40 (Azogues–Riobamba) von der E35 (Azogues–Guayaquil) nach Westen ab.
Die Parroquia Zhud grenzt im Nordosten an die Provinz Chimborazo mit der Parroquia Llagos (Kanton Chunchi), im Osten an die Parroquia Juncal, im Süden an die Parroquias Cañar und Gualleturo, im Südwesten an den Kanton Suscal sowie im Nordwesten an die Parroquia General Morales.

## Geschichte
Ursprünglich war Zhud Teil von Juncal in der Parroquia General Morales. eine Comunidad in der Parroquia El Tambo. Am 2. Februar 1955 wurde die Parroquia Zhud eingerichtet. Die jährlichen Jubiläumsfeiern finden jedoch am 13. Oktober statt.